# Depressaria radiosquamella
Depressaria radiosquamella is een vlinder uit de familie grasmineermotten (Elachistidae). De wetenschappelijke naam is voor het eerst geldig gepubliceerd in 1898 door Walsingham.
De soort komt voor in Europa.